# Upiá
Upie és un municipi francès situat al departament de la Droma i a la regió d'Alvèrnia-Roine-Alps. L'any 2007 tenia 1.347 habitants.

## Demografia

### Població
El 2007 la població de fet d'Upie era de 1.347 persones. Hi havia 474 famílies de les quals 79 eren unipersonals (41 homes vivint sols i 38 dones vivint soles), 169 parelles sense fills, 203 parelles amb fills i 23 famílies monoparentals amb fills.
La població ha evolucionat segons el següent gràfic:
Habitants censats

### Habitatges
El 2007 hi havia 547 habitatges, 494 eren l'habitatge principal de la família, 21 eren segones residències i 32 estaven desocupats. 513 eren cases i 29 eren apartaments. Dels 494 habitatges principals, 410 estaven ocupats pels seus propietaris, 67 estaven llogats i ocupats pels llogaters i 17 estaven cedits a títol gratuït; 18 tenien dues cambres, 43 en tenien tres, 115 en tenien quatre i 318 en tenien cinc o més. 393 habitatges disposaven pel capbaix d'una plaça de pàrquing. A 166 habitatges hi havia un automòbil i a 307 n'hi havia dos o més.

### Piràmide de població
La piràmide de població per edats i sexe el 2009 era:
| Homes | Edats   | Dones |
| ----- | ------- | ----- |
| 0     | 95 o +  | 4     |
| 0     | 90 a 94 | 4     |
| 0     | 85 a 89 | 8     |
| 4     | 80 a 84 | 4     |
| 28    | 75 a 79 | 12    |
| 36    | 70 a 74 | 40    |
| 28    | 65 a 69 | 40    |
| 20    | 60 a 64 | 12    |
| 24    | 55 a 59 | 32    |
| 44    | 50 a 54 | 20    |
| 48    | 45 a 49 | 52    |
| 20    | 40 a 44 | 16    |
| 48    | 35 a 39 | 44    |
| 36    | 30 a 34 | 44    |
| 32    | 25 a 29 | 60    |
| 16    | 20 a 24 | 16    |
| 16    | 15 a 19 | 24    |
| 28    | 10 a 14 | 16    |
| 40    | 5 a 9   | 32    |
| 52    | 0 a 4   | 48    |

## Economia
El 2007 la població en edat de treballar era de 851 persones, 630 eren actives i 221 eren inactives. De les 630 persones actives 584 estaven ocupades (319 homes i 265 dones) i 45 estaven aturades (19 homes i 26 dones). De les 221 persones inactives 83 estaven jubilades, 68 estaven estudiant i 70 estaven classificades com a «altres inactius».

### Ingressos
El 2009 a Upie hi havia 520 unitats fiscals que integraven 1.451,5 persones, la mediana anual d'ingressos fiscals per persona era de 19.226 €.

### Activitats econòmiques
Dels 67 establiments que hi havia el 2007, 2 eren d'empreses alimentàries, 3 d'empreses de fabricació d'altres productes industrials, 23 d'empreses de construcció, 14 d'empreses de comerç i reparació d'automòbils, 3 d'empreses d'hostatgeria i restauració, 2 d'empreses financeres, 14 d'empreses de serveis, 4 d'entitats de l'administració pública i 2 d'empreses classificades com a «altres activitats de serveis».
Dels 27 establiments de servei als particulars que hi havia el 2009, 4 eren tallers de reparació d'automòbils i de material agrícola, 5 paletes, 4 guixaires pintors, 3 fusteries, 5 lampisteries, 4 electricistes, 1 perruqueria i 1 restaurant.
Dels 3 establiments comercials que hi havia el 2009, 1 era una botiga de més de 120 m² i 2 fleques.
L'any 2000 a Upie hi havia 44 explotacions agrícoles que ocupaven un total de 532 hectàrees.

## Equipaments sanitaris i escolars
L'únic equipament sanitari que hi havia el 2009 era una farmàcia.
El 2009 hi havia 1 escola maternal i 2 escoles elementals.

## Poblacions més properes
El següent diagrama mostra les poblacions més properes.